# Christchurch United
Christchurch United AFC, auch bekannt unter dem Spitznamen The Rams, ist ein neuseeländischer Fußballverein in Christchurch, Canterbury. In den 1970er und 80er Jahren war er einer der erfolgreichsten Clubs Neuseelands.

## Geschichte
Bereits 1966 beschlossen Derrick Mansbridge und Fred Haydon, einen Fußballverein zu gründen. In den vier Jahren bis zur Gründung der New Zealand National Soccer League 1970 nahmen die Planungen Konturen an. 1970 nahm der Verein schließlich erstmals an dem Wettbewerb teil. Als Spitznamen wählten die Gründer The Rams in Anlehnung an den englischen Verein Derby County. 1972 erreichte Christchurch United mit dem Gewinn des Chatham Cup den ersten Titel der Vereinsgeschichte. 1972 folgte die erste Meisterschaft. Die siebziger Jahre zählen zu den erfolgreichen Zeiten der Rams, insgesamt konnte der neuseeländische Meistertitel zweimal, der Pokalwettbewerb viermal gewonnen werden. In den 1980ern und Anfang der 90er-Jahre folgten weitere drei Meistertitel, sowie zwei Pokalsiege. 1998 folgte der Abstieg in die Mainland Premier League, aktuell spielt der Verein in der Christchurch Casino Men’s Division One.
Mit sechs Meistertiteln ist Christchurch mit Mt Wellington der erfolgreichste Verein Neuseelands.

## Erfolge
- Neuseeländischer Meister:
  - 1973, 1975, 1987, 1988, 1991
- Neuseeländischer Pokalsieger:
  - 1972, 1974, 1975, 1976, 1989, 1991, 2023

## Spieler
- Steve Sumner (1973–1980, 1988–1989)
- Frank van Hattum (1983)
- Ben Sigmund (1998–2001)
- Ryan Nelsen (2002)